# 雅姫 (ファッションデザイナー)
雅姫（まさき、1972年11月7日 - ）は、日本のファッションモデル、ファッションデザイナーである。本名・森 雅子。旧姓佐々木。秋田県横手市出身。身長172cm。子供服・婦人服のブランド「ハグ オー ワー」の経営者でもある。フロント（エスプリ・ディヴィジョン）所属。

## 来歴
- 1990年 バンタン研究所専門学校ディスプレーコーディネーター科に入学。在学中にマガジンハウス発行の『an・an』にてモデルデビュー。
- 1992年 バンタン研究所専門学校卒業後、モデル業に専念。
- 1995年 サッカー選手の森敦彦と結婚。
- 1996年 長女（ゆらら）出産。
- 1999年 東京都目黒区自由が丘に「ハグ オー ワー」1号店を開店。
- 2001年 集英社発行の雑誌『LEE』で自身のライフスタイルをテーマとした連載を執筆。
- 2002年 同誌の専属モデル契約。
- 2003年 「ハグ オー ワー」2号店を開店。

## 主な著書
- 『私の好きな「暮らし」のかたち-LEE特別編集-』集英社、2003年3月
- 『Heartful style-Simple pleasures of life』主婦と生活社、2003年9月
- 『楽しいね「暮らし」を手作り-LEE特別編集-』集英社、2003年11月
- 『favourite style』主婦と生活社、2004年6月
- 『「スローな暮らし」の小さな幸せ-LEE特別編集-』集英社、2004年7月
- 『やさしい生活 やさしい時間』集英社、2005年2月
- 『リネンとかごとヒヤシンス-LEE特別編集-』集英社、2005年3月
- 『旅のおはなし-Bon Voyage（天然生活ブックス）』地球丸、2005年7月
- 『おむすびころりん』集英社、2006年2月
- 『やさしい生活 やさしい時間 2』集英社、2006年5月
- 『Basketry-いつもかごと一緒に』集英社、2006年7月
- 『雅姫のリバティノート-LEE特別編集-』集英社、2007年3月
- 『やさしい生活 やさしい時間 3』集英社、2007年5月
- 『旅のおはなし(2)-Bon Voyage（天然生活ブックス）』地球丸、2007年9月
- 『花の本』集英社、2008年5月
- 『東京散歩』扶桑社、2008年10月
- 『私の愛着定番77』集英社、2009年4月
- 『まいにちのお弁当』扶桑社、2009年10月
- 『私の相棒定番88』集英社、2010年1月
- 『東京日帰り散歩』扶桑社、2011年3月
- 『LIBERTY CHIC-LEE特別編集-』集英社、2011年5月
- 『京都散歩』扶桑社、2012年4月
- 『グレとモリの日記』扶桑社、2012年4月
- 『私のクローゼット365日』マガジンハウス、2012年10月
- 『雅姫のインテリアスタイル-心地いい空間の作り方-』集英社、2013年5月
- 『愛しのワードロープ』マガジンハウス、2013年9月

## CM
- 日産自動車 OTTI『オッティを選ぶ人篇』（2007年10月）
- ちふれ化粧品『ホームパーティー篇』（2011年10月）